# Marquise au chocolat
Pour les articles homonymes, voir Marquise.
La marquise au chocolat, ou simplement marquise, est un dessert ou une mousse au chocolat à base de chocolat noir. Sa texture est onctueuse et veloutée.

## Histoire
L'origine de cette mousse au chocolat est encore méconnue, mais il semblerait qu'elle ait un lien avec Marie de Rabutin-Chantal, marquise de Sévigné, pour qui le chocolat était une obsession. Dans une lettre de 1671, elle y écrit à sa fille enceinte qu'« une marquise mangea tellement de chocolat pendant sa grossesse qu'elle donna le jour à un nouveau-né noir comme le diable et mourut peu de temps après. »